# Grand Prix d'Isbergues 2012
La 66e édition du Grand Prix d'Isbergues a eu lieu le 16 septembre 2012. Il s'agit de la quinzième et avant-dernière épreuve de la Coupe de France de cyclisme sur route 2012. L'épreuve, remportée par le coureur allemand John Degenkolb, fait partie du calendrier de l'UCI Europe Tour 2012 en catégorie 1.1.

## Présentation

### Participants

#### Équipes
Dix-neuf équipes participent à ce Grand Prix d'Isbergues :
| ProTeams (5)- AG2R La Mondiale - BMC Racing Team - FDJ-BigMat - Saxo Bank-Tinkoff Bank - Vacansoleil - DCM Équipes continentales professionnelles (8)- Argos-Shimano - Bretagne-Schuller - Cofidis, le Crédit en Ligne - Landbouwkrediet-Euphony - Team Europcar - Saur-Sojasun - Topsport Vlaanderen-Mercator - RusVelo Équipes continentales (6)- Auber 93 - La Pomme Marseille - Roubaix Lille Métropole - Véranda Rideau-Super U - Wallonie Bruxelles-Crédit Agricole - Joker Merida |
| |

## Classement final
| \| Classement général \| Classement général \| Classement général \| Classement général \| Classement général \| \| Coureur \| Coureur \| Pays \| Équipe \| Temps \| \| ------------------ \| ------------------- \| ------------------ \| --------------------------- \| ------------------ \| \| 1er \| John Degenkolb \| Allemagne \| Argos-Shimano \| 4 h 59 min 23 s \| \| 2e \| Kenny van Hummel \| Pays-Bas \| Vacansoleil-DCM \| + 0 s \| \| 3e \| Stéphane Poulhiès \| France \| Saur-Sojasun \| + 8 s \| \| 4e \| Adam Blythe \| Royaume-Uni \| BMC Racing Team \| + 8 s \| \| 5e \| Samuel Dumoulin \| France \| Cofidis, le Crédit en Ligne \| + 8 s \| \| 6e \| Jimmy Casper \| France \| AG2R La Mondiale \| + 8 s \| \| 7e \| Jean-Luc Delpech \| France \| Bretagne-Schuller \| + 8 s \| \| 8e \| Jarosław Marycz \| Pologne \| Saxo Bank-Tinkoff Bank \| + 8 s \| \| 9e \| Yannick Martinez \| France \| La Pomme Marseille \| + 8 s \| \| 10e \| Maxime Le Montagner \| France \| Véranda Rideau-Super U \| + 8 s \| |                     |             |                             |                 |
| |                     |             |                             |                 |
| |                     |             |                             |                 |
| Classement général |                     |             |                             |                 |
| Coureur | Coureur             | Pays        | Équipe                      | Temps           |
| 1er | John Degenkolb      | Allemagne   | Argos-Shimano               | 4 h 59 min 23 s |
| 2e | Kenny van Hummel    | Pays-Bas    | Vacansoleil-DCM             | + 0 s           |
| 3e | Stéphane Poulhiès   | France      | Saur-Sojasun                | + 8 s           |
| 4e | Adam Blythe         | Royaume-Uni | BMC Racing Team             | + 8 s           |
| 5e | Samuel Dumoulin     | France      | Cofidis, le Crédit en Ligne | + 8 s           |
| 6e | Jimmy Casper        | France      | AG2R La Mondiale            | + 8 s           |
| 7e | Jean-Luc Delpech    | France      | Bretagne-Schuller           | + 8 s           |
| 8e | Jarosław Marycz     | Pologne     | Saxo Bank-Tinkoff Bank      | + 8 s           |
| 9e | Yannick Martinez    | France      | La Pomme Marseille          | + 8 s           |
| 10e | Maxime Le Montagner | France      | Véranda Rideau-Super U      | + 8 s           |